# دزفول
دِزفول یکی از شهرهای استان خوزستان و مرکز شهرستان دزفول است. این شهر که در ساحل رودخانهٔ دز واقع شده، از لحاظ وسعت و جمعیت، دومین شهر بزرگ استان و بزرگ‌ترین شهر در شمال خوزستان محسوب می‌شود؛ این شهر در سال ۱۳۹۵ خورشیدی با جمعیتی بالغ بر ۲۶۴٬۷۰۹ نفر، ۳۱ امین شهر پرجمعیت ایران و پرجمعیت‌تر از ۷ مرکز استان بوده‌است.
دزفول که در دامنه‌های زاگرس میانی جای دارد، پیشینهٔ تاریخی‌اش به زمان ساسانیان بازمی‌گردد و پیش از آن نیز به عنوان بخشی از سرزمین‌های امپراتوری‌های عیلام و هخامنشیان به‌شمار می‌رفته‌است. فرهنگ مردم دزفول را می‌توان آمیزه‌ای از فرهنگ‌های کهن خوزستان دانست. مناطق اطراف دزفول در حدود ۵ هزار سال، زیستگاه مردم این نواحی بوده‌است.
دزفول دارای زمستان و پاییزی مدیترانه‌ای است و زیست‌بوم آن از پایان زمستان تا ابتدای بهار بسیار سرسبز است. این شهر با زیست‌بوم جلگه‌ای-کوهپایه‌ای و کوهستانی خود در سراسر سال و به ویژه در روزهای نوروز پذیرای شمار بسیاری از گردشگران است. گرم‌ترین و سردترین ماه‌های سال در دزفول به ترتیب ماه‌های تیر و دی هستند. بررسی یک دورهٔ آماری آب و هوایی نشان‌دهندهٔ آن است که حداقل درجهٔ حرارت دزفول ۱۵ درجه و حداکثر آن ۴۵ درجه سانتی‌گراد است.
دزفول از شهرهای تأثیرگذار در وقوع انقلاب ۱۳۵۷ در ایران بوده‌است و در خلال جنگ ایران و عراق نیز به دفعات توسط موشک‌های ارتش عراق، مورد حمله قرار گرفت. مقاومت‌های مردم این شهر در طول جنگ، موجب شد تا دزفول در این دوره به «شهر استقامت» و «پایتخت مقاومت ایران» معروف گردد.
مردم دزفول و به‌طور کلی خوزستان، آمیزه‌ای از گروه‌های نژادی و قومی مختلف هستند که از چند هزار سال قبل تا کنون در این منطقه رفت و آمد یا سکنی داشته‌اند. ایلامی‌ها، خوزی‌ها، یونانیان، پارتیان، پارسیان، سریانی‌ها، ترک‌ها، مغول‌ها، عرب‌ها و گرجی‌ها ازجمله این قوم‌ها بوده‌اند.

## نام‌شناسی
«دزپل» یا «دِژپُل» را در گویش بومی «دزفیل» و «دسفیل» گویند که در نهایت به «دزفول»  تبدیل شده‌است. «دژ» به معنی سنگر و سکوی دیدبانی می‌باشد و چنین برمی‌آید که نام دزفول یا دزفیل از نام دژ ساخته شده در کنار پل گرفته شده‌است.
 گفتنی است یکی از محله‌های کهن شهر دزفول روناش است، (در سده چهارم هجری قمری شهر دزفول به قصر روناش نیز نامور بوده‌است)، که در شرق رود دز جای داشته و هنوز ویرانه‌هایی به همین نام نمودار است.
احتمالاً نام دزفول یا «دژپل» از واژهٔ «پل» گرفته شده‌است؛ و «دز» نیز به معنی قلعه است و منظور دژی است که عده‌ای نگهبان و مأمور برای حفاظت پل در آن زندگی می‌کردند. چنانچه پس از دوران انحطاط شوش و نیز خرابی جندی شاپور، برخی مردم این دو شهر به اطراف این دژ پناه آوردند و خانه‌هایی ساختند و به تدریج شهر به وجود آمده‌است. دزفول در اصل «اندامیش» نام داشته و تا اوایل سده سیزدهم نیز به همین نام بوده‌است. معمولاً دژ به معنی قلعه است ولی در اینجا منظور یک دژ طبیعی می‌باشد که در ۴۸ کیلومتری دزفول در کنار رود دز قرار گرفته و یکی ازمهمترین استحکامات کوهستانی ایران به‌شمار می‌آید.
در نگاهی دیگر می‌توان گفت چون در گویش مردم بومی، نام دسفیل یا دزفیل بکار برده می‌شود و این نام را سینه به سینه از نیاکانشان شنیده‌اند و از طرفی ارتش ساسانی دارای فیل بوده‌است و فیل‌ها معمولاً در جاهای پرآب مانند کنارهٔ رودخانه‌ها نگهداری می‌شوند، نام دژپیل (دژی برای نگهداری فیل) نیز می‌تواند یکی از نام‌های درست برای این شهر باشد. (دژ=قلعه، پیل=فیل)
ابن سرابیون در کتاب جغرافیای تاریخی سرزمین خوزستان می‌نویسد: دزفول یعنی دژ پل که منظور قلعه پل باشد که در کنار رودخانه دز در جنوب شهر سابق جندی شاپور جا دارد و نیز معروف است که می‌گویند به فرمان شاپور اول ساخته شده‌است؛ که به همین مناسبت آن شهر نیز به همین نام موسوم شد. 
شهر دزفول در اواخر سده ۶ هجری به نام (دز پول) شهرت داشته‌است و در تاریخ گزیده حمدﷲ مستوفی این نام مکرر به صورت دزپول آمده‌است.(در صفحات ۵۵۷، ۷۲۵، ۷۵۰، ۷۵۱). در برخی از کتب نام قدیم رودخانه را «زاب یا جندی شاپور» هم نامیده‌اند. برخی از جغرافی دانان و نیز مورخین نام این شهر را روناش و قصر روناش ذکر کرده‌اند و چنین استنباط می‌شود که در سده چهارم هجری چون ساختمان‌های شهر دزفول در دو طرف رودخانه دز گسترش یافته‌اند پس در قسمت شرقی آن قلعه یا دژ قرار گرفته و قسمت غربی رودخانه به نام روناش معروف بوده‌است.

ابن بطوطه دزفول را به زبان عربی «دسبول» نوشته است. او می‌نویسد: «از دروازه‌های شهر یک دروازه به طرف خشکی و بقیه به طرف رودخانه باز می‌شود. در دوطرف رودخانه باغها قرار دارد. عمق رودخانه زیاد است…»
کهارت می‌نویسد: «قصر روناش از محله قلعه کنونی (جای همان دژ باستانی) تا مسجد جامع دزفول را دربرمی‌گرفت. در قرون ۱۱ و۱۰میلادی (سوم وچهارم هجری) این شهر را قنطره (پل) یا قنطره رومی (پل رومی) می‌نامیدند.» به‌دلیل این‌که روناش و دزفول در دو سر رودخانه قرار گرفته بودند، بعضی این دو قسمت را دو شهر جداگانه شمرده و برخی هر دو را دو محله از یک شهر انگاشته‌اند.

### نام‌ها

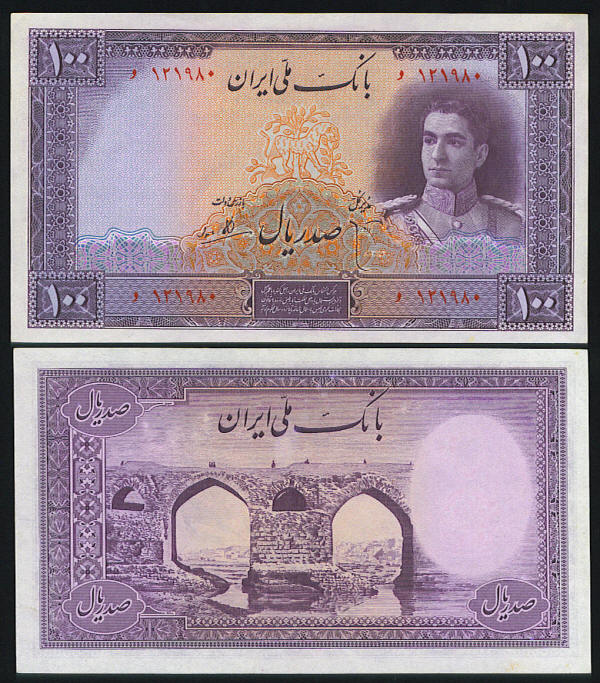
تصویر پل قدیم دزفول پشت اسکناس صد ریالی حکومت پهلوی

- اندامش یا اندیمشان (Andamesh) یکی از نام‌های تاریخی دزفول است که به گفته‌اصطخری و تعدادی دیگر از مورخین، نام دزفول و همچنین نام پل دزفول بوده‌است. نمی‌توان به‌طور دقیق گفت که از چه زمانی از این نام استفاده شده‌است اما به نظر می‌رسد از دوران هخامنشیان تا ساسانیان از این نام استفاده شده‌است.[نیازمند منبع]
- دژپل(Dzhpl): از ۱۷۵۰ سال قبل که پل قدیمی دزفول بر رودخانه دز بنا شد، نام این شهر را دژپل گذاشته‌اند. دژپل ازنام همان پل مشتق گردیده‌است. معمولاً دژ به معنی قلعه است ولی در اینجا منظور یک دژ طبیعی می‌باشد که در ۴۸ کیلومتری دزفول در کنار رود دز قرار گرفته و یکی ازمهمترین استحکامات کوهستانی ایران به‌شمار می‌آید.[۲۶] [منبع نامعتبر؟][نیازمند یادکرد دقیق]
- دزپل(dzpl):پس از دژپل، نام این شهر به دزپل رواج یافت.[نیازمند منبع]
- قصر روناش یا رعناش(Gasr-o-Rovnas): روناش نام باستانی و پنج هزار ساله ی؛ دژپل؛ یا دزفول از شهرهای کنونی ایران است و نیز پلی که در زمان شاپور اول بر روی رودخانه دز بنا گردید پل روناش یا رعناش نام‌گذاری شد دژی به همین نام برای پاسداری از این پل بنا گردید که به آن قصر روناش یا رعنا می‌گفتند. نام روناش تا سدهٔ دهم هجری همچنان بر سر زبان‌ها بود تا اینکه در دوران شاه اسماعیل صفوی به؛ رعناش؛ بدل گردید. درحال حاضر نیز به برآمدگی‌های ساحل غربی دز رعنا (بدون ش) می‌گویند.[۲۷][منبع نامعتبر؟][نیازمند یادکرد دقیق] ابوعبدالله یاقوت بن عبداله حموی رومی بغدادی در کتاب معروف معجم البلدان پیرامون قصر روناش چنین نوشته‌است: «روناش شهرستانی از خوزستان است و جایی است که امروز دزپول گفته می‌شود.»[نیازمند یادکرد دقیق]
- روناش (Rovnas):این نام تا اوایل سده دهم ه‍.ق رواج داشته‌است تا اینکه سرانجام در سال ۹۱۴ ه‍.ق در دوره صفویه و در زمان شاه اسماعیل اول دگرگونی یافته و رعناش (Ranas) گردیده‌است. درحال حاضر نیز برآمدگی‌های ساحل غربی دز را رعنا (Rana) می‌گویند که (ش) آخر آن حذف شده‌است.[۲۸] [منبع نامعتبر؟][نیازمند یادکرد دقیق]
- دزفول(dezful): این نام از سده ۷ ه‍.ق در کتاب‌ها دیده می‌شود و تاکنون نیز به این نام مشهور بوده‌است. این نام از واژه دژپل گرفته شده‌است.[۲۹] [منبع نامعتبر؟][نیازمند یادکرد دقیق]

## تاریخچه

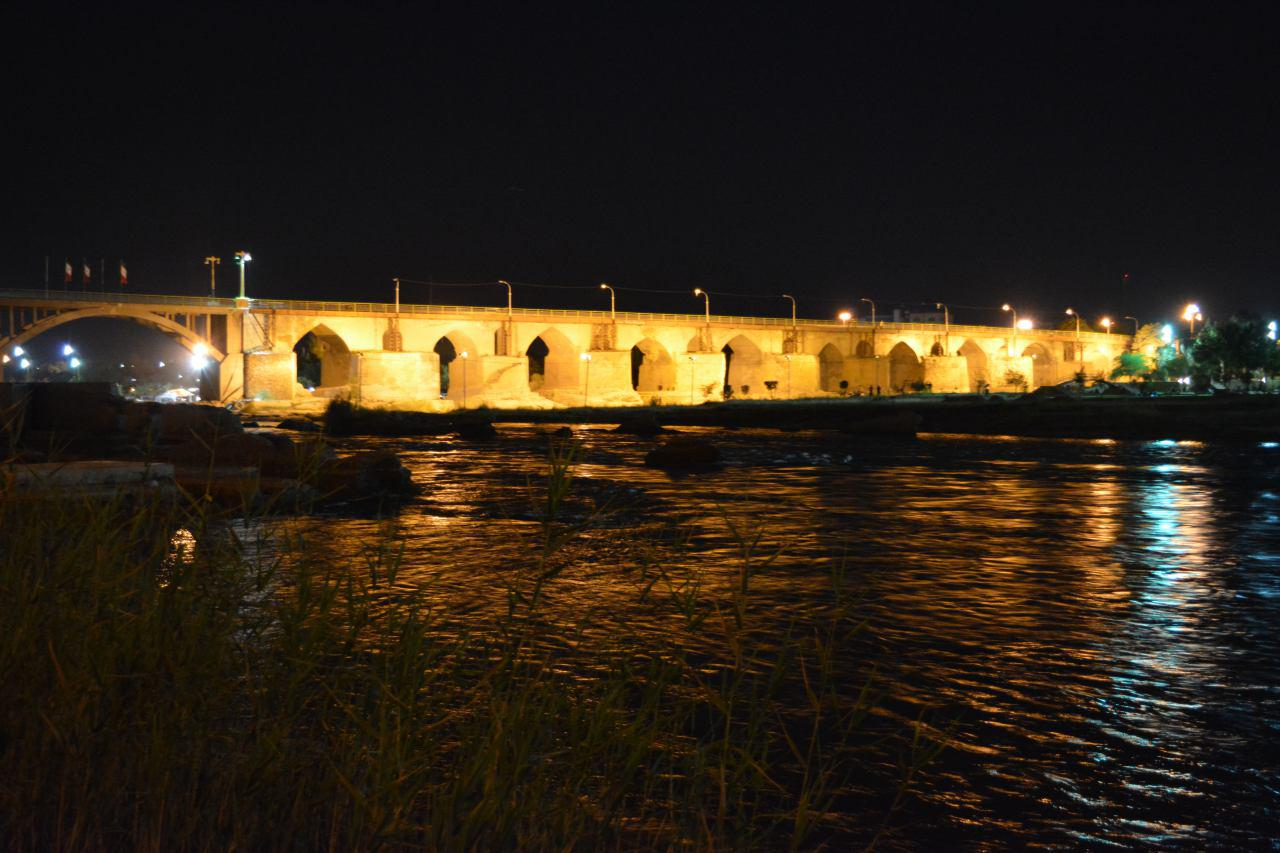
پل ساسانی یا پل قدیم دزفول

بر پایه نوشته ایرج افشار (شهرهای ایران) دزفول شهری است که پیشینه آن به چندین هزار سال می‌رسد. از کهن‌ترین شهرهای استان خوزستان به‌شمار می‌رود و از دید تاریخ و فرهنگ ویژگی‌های برجسته‌ای دارد. والتر هینتس آلمانی، گمان می‌برد آوان پایتخت حکومت عیلام در اطراف دزفول کنونی جای داشته‌است. تپه‌های باستانی چغامیش با دیرینه‌ای نزدیک به ۴۰۰۰ سال پیش از زایش مسیح که به گفته باستان‌شناسان، گنجینه ارزشمندی از دانستنی‌های سودمند پیرامون رخدادهای زمان باستان از هزاره هفتم پیش از زایش تا شکوفایی تمدن شوش را دربردارند نیز در شهرستان دزفول جای دارد. از این تپه‌های باستانی آثار ارزشمندی چون نخستین سند دریانوردی جهان، لوح‌های تکامل موسیقی و مهرهای استوانه‌ای چند هزار ساله کشف شده که کلیه این آثار در موزه ملی ایران و موزه مؤسسه شرق‌شناسی شیکاگو نگهداری می‌شوند.
بانو هلن کنتور، یکی از دست‌اندرکاران گروه کاوشگری و باستان‌شناسی این گستره، در هنگام یک سخنرانی در تهران پیرامون کاوش‌های انجام گرفته در تپه چغامیش از دزفول به نام ‹‹شهری از سپیده دم تاریخ›› یاد کرده‌است.
والتر هینتس آلمانی، در کتاب خود تحت عنوان «دنیای گمشده عیلام» که به فارسی ترجمه شده، می‌نویسد:
ممکن است اَوان در اطراف جایی که امروز دزفول قرار دارد، بوده باشد.

### از اسلام تا قاجاریه
در زمان خلافت عمر خلیفه دوم، ایران توسط سپاه اعراب فتح شد و سپاهیان مسلمان وارد بخش‌هایی از خوزستان شدند. اهواز و شوشتر به تصرف نیروهای عرب مسلمان درآمد و بعد مسلمین به طرف جندی شاپور حرکت کردند و درگیری چندانی به وجود نیامد و گندی‌شاپور نیز به دست اعراب مسلمین افتاد؛ و نیز گویند در همان سال مسلمین (پس از فتح شوش) روی جندی شاپور لشکر کشیدند. در آن هنگام زرین عبدالله در پیرامون آن شهر لشکر زد و سرگرم محاصره آن بود که مدد مسلمین رسید.
لذا جندی شاپور و شوشتر به تصرف نیروهای مسلمان درآمد. دزفول که در آن زمان شامل قلعه و ساختمان‌های اطراف آن بوده‌است، نیز زیر نظر حاکم جدید یعنی حکام اموی و سپس عباسی که به شوشتر و جندی شاپور گماشته می‌شدند قرار گرفت. تقریباً تا ۲ سده هر حاکمی که می‌آمد بر دزفول تسلط داشت و سراسر خوزستان به تصرف اعراب درآمده بود. در اواسط سده دوم هجری، دلاوری به نام یعقوب لیث صفاری که مردی شجاع و نخستین دولتمرد کاردان و با تدبیر بود؛ بدون توجه به عوامل خلافت، علم استقلال برافراشت و نخستین دولت مستقل ایرانی را پایه‌گذاری کرد و خوزستان را نیز به کانون آزادی خواهان ایران تبدیل کرد. محمد واصل در جنگ با یعقوب لیث شکست خورد و مورد تعقیب قرار گرفت و وی بر اموال و ذخائر او دست یافت. بعد از درگذشت یعقوب او را در گندی شاپور به خاک سپردند. برخی احتمال می‌دهند گندی شاپور در ۱۲ کیلومتری جنوب دزفول بوده‌است (ببینید: آرامگاه یعقوب لیث صفاری). فرمان حکومت مناطقی از ایران ازجمله خوزستان و دزفول در زیر حاکمیت خاندان صفاری باقی ماند.
شاه اسماعیل صفوی در سال ۹۱۴ هجری به هویزه رفت و حکمران آنجا را مغلوب و عده کثیری از مشعشعیان را کشت و سرزمین‌های آن‌ها را به تصرف خود درآورد. پس از تسلط نیروهای شاه اسماعیل صفوی بر خوزستان حکومت شوشتر و دزفول به شیخ محمد و حاج محمد پسران ملا قوام‌الدین که به خاندان رعناشی معروف بودند سپرده شد.
در زمان فتحعلیشاه قاجار که بخش شمالی خوزستان یعنی شوشتر و دزفول زیر نظر حکمران کرمانشاهان قرار گرفت و محمدعلی میرزای دولتشاه پسر فتحعلی شاه که یکی از شاهزادگان توانای قاجار بود، اسد خان بختیاری را که شورش کرده بود، پس از آمدن به خوزستان مطیع خود کرد مجدداً ناآرامی‌های پراکنده‌ای هم صورت گرفت تا اینکه در سال ۱۲۶۶ ه‍.ق ناصرالدین شاه، اردشیر میرزا را به خوزستان فرستاد و او ابتدا دزفول و سپس شوشتر را از چنگ شورشیان درآورد.

### جنگ ایران و عراق

ویرانه‌های یک خانه پس از موشک باران دزفول توسط رژیم بعث

با آغاز جنگ ایران و عراق، دزفول یکی از شهرهایی بود که بیش از ۱۶۰ بار به آن یورش موشکی شد. این حملات به قدری زیاد بود که اعراب نام (بلد الصواریخ) به معنی شهر موشک‌ها را به دزفول دادند. دزفول به عنوان شهری که جزء اهداف اصلی حملات موشکی عراق بود شناخته می‌شده و در ترتیب ابجد موشک‌های عراقی همیشه (الف) دزفول بوده‌است. مردم دزفول با وجود موشک‌باران شدید همچنان مقاومت می‌کردند و نماز جمعه دزفول هر هفته با حضور مردم و رزمندگان اقامه می‌شد. در تاریخ ۳۱ شهریور ۱۳۵۹ هواپیماهای عراقی در نخستین روز جنگ به شیوه نیروی هوایی ارتش اسراییل در جنگ شش‌روزه به پایگاه‌های نیروی هوایی ایران یورش بردند. پایگاه چهارم شکاری دزفول (پایگاه وحدتی) یکی از این پایگاه‌ها بود.
پس از آن نیروهای عراقی بارها به شهرهای دزفول و اندیمشک با بمب و موشک یورش بردند دزفول در جنگ هشت ساله ۲٬۶۰۰ کشته داشت. پس از جنگ به پاس پایداری مردم دزفول، این شهر، شهر نمونه نامیده شد.

#### نماد مقاومت ایران
به پاس مقاومت و پایداری مردم دزفول در طول ۸ سال جنگ ایران و عراق، چهارم خرداد در تقویم ملی ایران از سال ۱۳۹۰ به عنوان روز مقاومت و پایداری، روز دزفول نام‌گذاری شده‌است.

## جغرافیا

### موقعیت جغرافیایی

دزفول در بین شهرستان‌های استان خوزستان

شهرستان دزفول از دید جغرافیایی در درازای جغرافیایی ۴۸ درجه و ۲۴ دقیقه خاوری و پهنای جغرافیایی ۳۲ درجه و ۲۲ دقیقه شمالی گسترده شده‌است و بلندای آن از روی دریا ۱۴۰ متر می‌باشد.

### اقلیم
دزفول مانند بیشتر شهرهای خوزستان دارای آب و هوای گرم و شرجی است و تابستانی گرم و زمستانی مدیترانه‌ای دارد. میانگین بارش سالانه باران ۴۰۰ میلی‌متر و میانگین دما ۳ درجه سانتی‌گراد در زمستان و ۴۹ درجه سانتی‌گراد در تابستان است.
| آب و هوای دزفول              | آب و هوای دزفول | آب و هوای دزفول | آب و هوای دزفول | آب و هوای دزفول | آب و هوای دزفول | آب و هوای دزفول | آب و هوای دزفول | آب و هوای دزفول | آب و هوای دزفول | آب و هوای دزفول | آب و هوای دزفول | آب و هوای دزفول | آب و هوای دزفول |
|                              | ژانویه          | فوریه           | مارس            | آوریل           | مـــــه         | ژوئـن           | ژوئیـه          | اوت             | سپتامبر         | اکتبـر          | نوامبر          | دسامبر          | سـال            |
| ---------------------------- | --------------- | --------------- | --------------- | --------------- | --------------- | --------------- | --------------- | --------------- | --------------- | --------------- | --------------- | --------------- | --------------- |
| گرم‌ترین C°                   | ۲۳              | ۳۰              | ۳۲              | ۳۷              | ۴۷              | ۴۸              | ۴۸              | ۴۸              | ۴۵              | ۴۰              | ۳۳              | ۲۶              | ۴۸              |
| میانگین گرم‌ترین‌ها C°         | ۱۴              | ۱۸              | ۲۲              | ۲۸              | ۳۶              | ۴۱              | ۴۳              | ۴۲              | ۴۰              | ۳۲              | ۲۴              | ۱۷              | ۳۰              |
| میانگین سردترین‌ها C°         | ۷               | ۸               | ۱۲              | ۱۷              | ۲۳              | ۲۷              | ۲۸              | ۲۸              | ۲۴              | ۱۸              | ۱۱              | ۹               | ۱۸              |
| سردترین C°                   | -۳              | -۲              | -۲              | ۶               | ۱۲              | ۱۷              | ۲۰              | ۱۶              | ۱۲              | ۵               | ---             | -۲              | -۳              |
| بارش mm                      | ۷               | ۶               | ۵               | ۳               | ۱               | ---             | ---             | ---             | ۱               | ۱               | ۲               | ۶               | ۳۲              |
| منبع: سایت ودربیس آوریل ۲۰۱۰ |                 |                 |                 |                 |                 |                 |                 |                 |                 |                 |                 |                 |                 |

### رودخانه‌ها
مهم‌ترین رودخانه دزفول، رود دز می‌باشد که از کوه‌های زاگرس لرستان سرچشمه می‌گیرد و پس از عبور از سد دز از میان شهر می‌گذرد و تاکنون ۵ پل بر روی آن ساخته شده‌است. (پل قدیم دزفول، بر روی این رود قرار گرفته‌است) همچنین در ساحل رودخانه پارک‌ها و تفریحگاه‌هایی ساخته شده که از جاذبه‌های گردشگری شهر به‌شمار می‌روند.

## جمعیت شناسی

### زبان
ایران اطلس زبان‌های رایج در شهر دزفول را به ترتیب گویش دزفولی،گویش بختیاری،و فارسی معیار ذکر کرده است. 

### قومیت
بر اساس تحقیقات آکادمیک دکتر مازیار اشرفیان بناب درواقع ایرانیان مدرن حدود ۹۰٪ ژنتیک یکسانی با ایرانیان باستان دارند. همه مردم ایران تقریباً ژنوم مشابهی دارند که از عصر تا تداوم خود را حفظ کرده است. بنابراین مردم دزفول مانند دیگر مردم ایرانی عمدتاً از کشاورزان نوسنگی (عصر حجر جدید-۷۰۰۰ سال پیش) فلات ایران (پارسی‌ها، پارتی‌ها، مادها و عیلامی‌ها و...) سرچشمه می‌گیرند.

### جمعیت
بر پایه سرشماری عمومی نفوس و مسکن در سال ۱۳۹۵ جمعیت شهرستان دزفول ۴۴۴٬۰۰۰ نفر (در ۷۸٬۳۴۸ خانوار) بوده‌است که ۲۶۴۰۰۰ نفر از آنان در شهر دزفول ساکن بوده‌اند. جدول زیر روند تغییرات جمعیت شهر دزفول به شرح ذیل بوده‌است.

### دین و مذهب
بیشتر مردم شهر دزفول مسلمان و پیرو مذهب شیعه هستند. در دزفول دراویش نیز زندگی می‌کنند.
تمامی مراسم مهم شیعیان ازجمله جشن نیمه شعبان، عزاداری‌های محرم، روزه‌داری در رمضان و دیگر مراسمات در این شهر صورت می‌گیرد.
آرامگاه سبزقبا، رودبند و بن جعفر از مهم‌ترین مکان‌های مذهبی این شهر به‌شمار می‌رود که در طول سال‌ها مورد استقبال مسافران این شهر قرار می‌گیرند.

## فرهنگ

### آداب و رسوم

#### بیرق زنون
از گذشته‌های دور و در شب عید قربان، رسمی تحت عنوان بیرق زدن که موسوم به بیرق زنان یا بیرق زنون می‌باشد، رایج و متداول است. در این رسم به تعداد افراد خانواده حاجی، بیرق‌های کوچکی که مثلثی شکل هستند، تهیه می‌شود و پایه هر یک از این بیرق‌ها که شبیه پرچم می‌باشد دارای طول‌های مختلفی است؛ مثلاً طول اولین بیرق از یک یا ۱/۵ یا متر شروع شده و به نسبت افراد کوتاه‌تر می‌شود؛ یعنی به اندازه سن افراد خانواده برای هر یک از افراد، یک بیرق زده می‌شود که رنگ آن‌ها سفید و سبز است. رنگ سفید که بیرق بزرگ است، برای حاجی یا پدر خانواده است. اگر زن و مرد هر دو به خانه خدا مشرف شده باشند، برای هر دو نفر آن‌ها دو بیرق سفید که باز هم طول پایه بیرق زن کمی کوتاه‌تر از بیرق مرد نصب می‌شود و سپس به تعداد اولاد هر خانواده بیرق تهیه شده و در شب عید قربان که در دزفول به شب بیرق زنان معروف است، همه فامیل و بستگان و آشنایان در منزل حاجی جمع شده و پس از صرف شام و پذیرایی به اجرای مراسم مداحی و دعاخوانی توسط مداحان اقدام به نصب بیرق‌ها در پشت بام می‌کنند. پس از نصب هر بیرق و ذکر نام وی که همراه با خواندن اشعار محلی به گویش دزفولی است صلوات فرستاده و برای سلامتی آنان دعا می‌کنند. این رسم تا پاسی از شب عید قربان در منازل و خانواده‌ها ادامه داشته و مردم به جشن و شعرخوانی می‌پردازند. این رسم کهن تا به امروز در دزفول استمرار داشته‌است.

#### دست رزون
دست رزون یا حنابندان یکی از آداب و رسوم عروسی در نزد اقوام ایرانی و مردم دزفول می‌باشد. جشن حنابندان که به تعبیری آخرین رسم از آداب عروسی ایرانی می‌باشد، جشنی است که در واقع مراسم خداحافظی عروس بوده و در آخرین شب اقامت عروس به‌طور رسمی در خانه پدری برگزار می‌گردد.
«حنا از جنت است» و اثری از بهشت و نشانه‌ای از شادی، مهر و نیکبختی دارد. این باوری است که ایرانیان باستان داشتند و هنوز هم پابرجاست.
در دزفول یک روز قبل از عروسی جهیزیه عروس را به خانه داماد برده و در طی این روز مراسم حنا بندان را برگزار می‌کنند به این صورت که دست و پای عروس و داماد را حنا زده و دختران دم بخت باقی‌مانده حنای عروسی را به نیت خوش‌یمنی به دست و پای خود می‌زنند به این رسم در دزفول «دست رزون» می‌گویند.

#### مراسم محرم
در روز نهم و دهم یعنی تاسوعا و عاشورا مراسم خاص در دزفول برگزار می‌کند، بدین صورت که در این روزها مردم سه بار مجزا به‌طور کامل با هیئت‌های بزرگ خود بیرون می‌آیند و عزاداری می‌کنند. در دزفول بیش از صد هیئت عزاداری وجود دارد و شهر به دو قسمت تقسیم می‌شود که عصر تاسوعا تمامی قسمت جنوبی شهر به طرف قسمت شمالی شهر حرکت می‌کنند و در عصر عاشورا تمامی قسمت شمالی شهر به طرف قسمت جنوبی شهر حرکت می‌کنند و در خیابان‌های اصلی شهر عزاداری می‌کنند.
در صبح عاشورا نیز همه مردم شهر و هیئت‌ها به محلی مشخص به نام رودبند حرکت می‌کند و با گذراندن مسیر خاص سنتی خود که سال‌ها پیش رسم بوده، علم‌های بزرگی را آرایش می‌کنند و آن‌ها را بر سر شانه خود حمل می‌کنند تا به امامزاده رودبند ببرند و در مقابل امامزاده به رقصاندن این علم‌ها می‌پردازند که به این کار «علم‌یراق» گفته می‌شود. برای تزئین علم‌ها از شال‌های رنگی سبز، سیاه یا سفید استفاده می‌کنند و طول برخی از این علم‌ها به ۱۲ متر می‌رسد.
از دیگر رسوم محرم مراسم چوب‌بازی است که نمادی از صحنه جنگ است و به‌صورت نمایشی همراه با طبل، دهل، صدای شیپور و سرنا در جلو تکایا و در محله‌های عزاداری صورت می‌گیرد. در این مراسم عده‌ای از مردان به دو گروه تقسیم می‌شوند و با چوب، سپر و شمشیر و زره با یکدیگر به مبارزه نمایشی می‌پردازند.
مراسم چلاب زنی و مراسم شبیه خوانی از دیگر مراسم است. در این مراسم عدهای بازیگر در نقش‌های مختلف، شخصیت‌های مهم تاریخ کربلا را به نمایش می‌گذاشتند. تمامی متن به صورت شعر با لحن و آهنگ خاص و بعضاً همراه با نوحه خوانده می‌شود. این شخصیت‌های مهم تاریخ در صبح تاسوعا با گهواره‌ای از علی اصغر در کنار عزاداران حرکت می‌کنند و مردم نذر خود را به گهواره علی اصغر نذری می‌دهند مرثیه می‌خوانند و مردم هم به عنوان اینکه آن‌ها شخصیت واقعی هستند یا نفرین می‌کنند یا دعا می‌خوانند.

### موسیقی
موسیقی دزفول و شوشتر از یک ریشه‌اند، به‌طوری که نمی‌توان گفت که کدام نغمه از کدام‌یک از این دو شهر است. برخی از گوشه‌های محلی را دزفولی‌ها بهتر اجرا می‌کنند و برخی دیگر را شوشتری‌ها. همچنین برخی تیکه‌ها از نظر دزفولی‌ها اهمیت کمتری دارند و برخی دیگر از نظر شوشتری‌ها.

### سینما
شهر دزفول دارای سه سینما است که یکی از آن‌ها جهت بازسازی از سال ۸۶ بسته شده‌است. مجتمع فرهنگی سینمایی اصلی‌ترین سینمای دزفول است که معماری سنتی دارد. دیگر سینمای دزفول سینما مهتاب است.

### کتابخانه
شهر دزفول داری کتابخانه‌های متعددی است که ازجمله آن‌ها کتابخانه عمومی مخبر، آیت ا… قاضی، رودبند، غدیر، امام خمینی، شهدای صفی‌آباد، بوعلی سینا، شاه رکن الدین، فتح المبین، آزادگان، دکتر پاشا، امام حسن مجتبی، شهید زمانی و شهدای سردشت هستند.

### شهر کپو
دزفول به عنوان شهر جهانی کپو ثبت و معرفی شد. کپو یکی از صنایع دستی ویژه شهرستان دزفول به‌شمار می‌رود که ماده اولیه آن را چوب کرتک (موجود در بیشه زارهای دزفول) تشکیل می‌دهد.

## رسانه‌ها
رادیو دزفول که بخشی از مجموعه صدا و سیمای جمهوری اسلامی ایران است، این رادیو در آبان ماه سال ۱۳۵۹ تأسیس شد و هم اینک روزانه بین ۵ تا ۷ ساعت برنامه به زبان فارسی و گویش دزفولی پخش می‌کند. این برنامه‌ها در قالب برنامه‌های فرهنگی، اجتماعی، خبری، محلی و ورزشی و سرگرمی هستند. این رادیو شهرهای دزفول، اندیمشک و شوش را پوشش می‌دهد.

## اقتصاد

### کشاورزی
دزفول یکی از قطب‌های مهم کشاورزی ایران است. خاک حاصلخیز و آب کافی شرایط مناسبی را برای کشت مرکبات، صیفی جات و گل و گیاه فراهم کرده‌است. مرکبات دزفول بخصوص پرتقال از سالمترین و مرغوب‌ترین نوع مرکبات کشور محسوب می‌شوند. دزفول از نظر تولید گل‌های رز و مریم در کشور بالاترین رتبه را داراست. بخش عمده‌ای از تولیدات گل دزفول به سایر استان‌ها و خارج از کشور صادر می‌شوند.
کشاورزی در دزفول سابقه‌ای تاریخی دارد. بخش غیر کوهستانی دزفول پرآب‌ترین منطقه کشاورزی استان خوزستان است. این امر موجب رونق کشاورزی در این شهرستان شده‌است و دزفول را به عنوان یکی از قطب‌های کشاورزی استان مطرح نموده‌است. شهرستان دزفول از خاک بسیار مرغوب، هوای مناسب و آب فراوان با شبکه‌های مدرن آبیاری، وجود مرکز تحقیقات کشاورزی صفی‌آباد با سابقه ۵۲ ساله و نیز دو شرکت بزرگ کشت و صنعت شهید بهشتی و شهید رجایی، برخوردار است.
دشت پربار دزفول و گذر رودخانه‌های پرآبی مانند دز و کرخه سبب شده که بیشتر فراورده‌های کشاورزی مانند گندم، جو، برنج، دانه‌های روغنی، چغندر، مرکبات، صیفی جات، گیاهان زینتی و پرورش انواع دام و طیور و آبزیان به شیوه مدرن انجام می‌شود به‌طوری‌که قریب به ۶۷ محصول مختلف در این شهرستان پرورش و تولید می‌شود که از حیث تنوع در کشور بی‌نظیر است. همچنین ۲۰ گونه مختلف مرکبات و ده گونه از گیاهان زینتی پرورش و تولید می‌شود و مجموع میزان تولیدات شهرستان دزفول بیش از ۲ میلیون تن است.

### صنایع دستی
قلم نی دزفول یکی از کالاهای مهم تجاری است که از سیصد سال قبل در دزفول کشت می‌شود و به عنوان مرغوب‌ترین قلم نی در سطح ملّی و جهانی شناخته می‌شود. قلم نی دزفول در گذشته به کشورهایی مثل ترکیه و چین صادر می‌شد و اکنون نیز به اغلب شهرهای ایران صادر می‌شود.

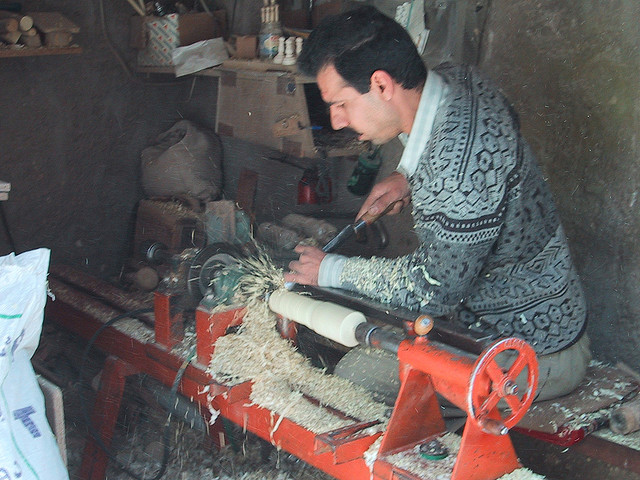
نمایی از تراش بدنه قلیان بدست یک سازنده قلیان در بازار کهنه (دزفول)

ابزارهای دست‌ساز چوبی مانند زیرقلیان، قلیان، شمعدان، چوب لباسی، نمکدان و… از سازه‌های دستی شهرستان دزفول به‌شمار می‌آیند. یکی دیگر از سازه‌های دستی این شهر کارهای دستی بر روی فلزها است که از آن میان می‌توان ورشوسازی، قلم‌زنی روی زر و سیم و زرگری را نام برد.
در کارگاه‌های ورشوسازی بازار کهنه دزفول ابزار چای‌خوری و سینی و آتشدان ساخته می‌شود. نمدمالی، خراطی، کپوبافی و گیوه دوزی نیز از دیگر صنایع دستی این شهر به‌شمار می‌آیند.

### هتل‌ها و مراکز اقامتی
دزفول دارای دو هتل سه ستاره است که عبارتند از:
- هتل زیگورات (معروف به هتل جهانگردی)
- هتل دز (معروف به سوم شعبان) یکی از کاخ‌های محمدرضا پهلوی
- هتل طاووس (این هتل در دست ساخت است)
- مسافرخانه احسان (خیابان شریعتی - نبش کوچه هتل احسان)

### ره آوردها
انواع کلوچه خرمایی، کلوچه شکری، کلوچه نمکی، لوزی شکری و نان شیر، معجون کنجد، ارده، شیره (سیلون)، نان کنجدی، قرص نعناع، مرکبات ازجمله پرتقال و انواع صنایع دستی.

### غذاهای محلی
- شوربا
- حریسه
- باقله توحه
- شلّی ارده
- آش ارده
- ماسووا
- بنگو
- حمیس توله
- برشک
- برونی
- اوپیوزی
- عمرپیاز
- دنده رو
- صندلی سلطون
- قلیه[۶۵]

## گردشگری

### جاذبه‌های طبیعی

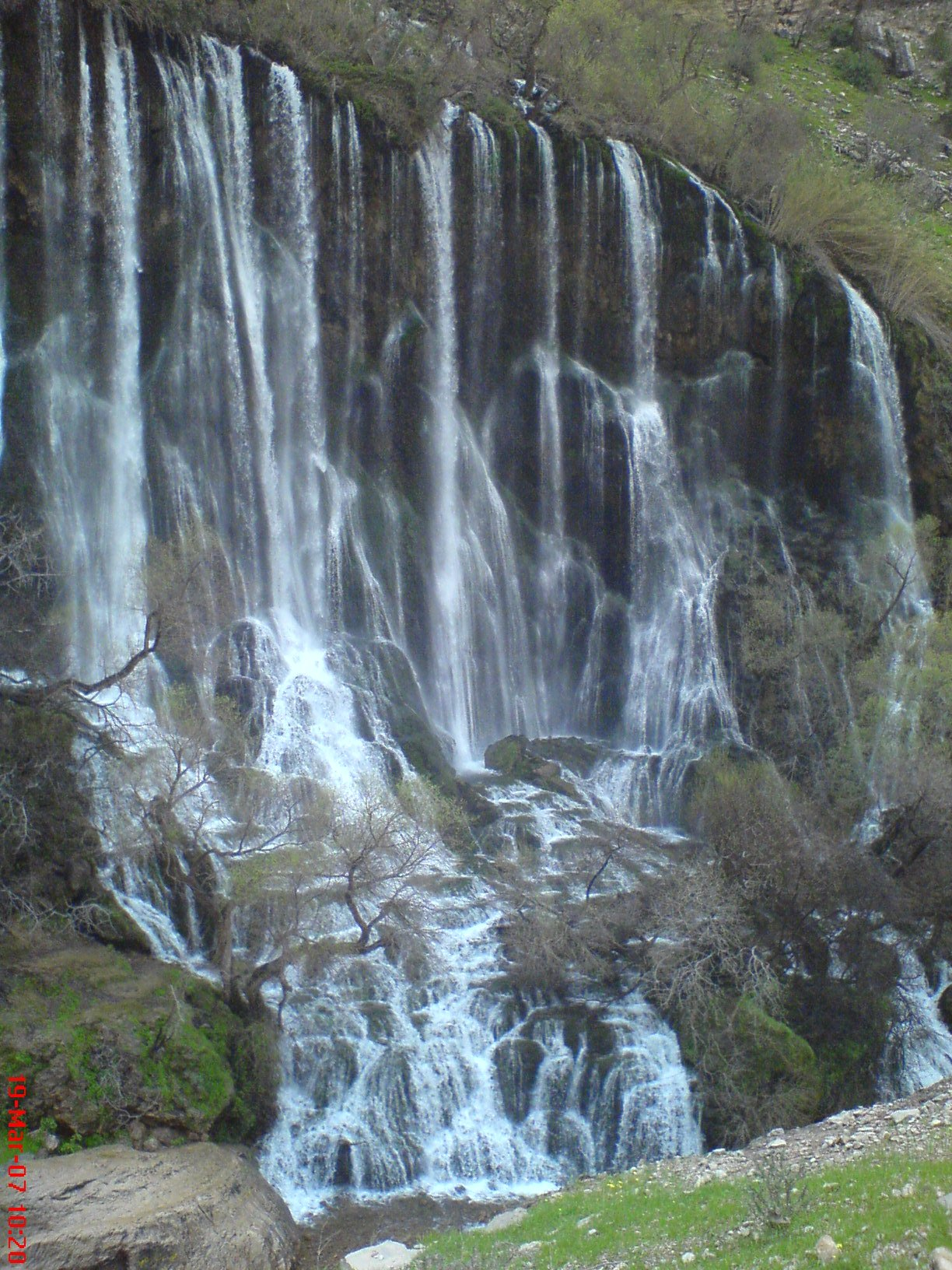
آبشار شوی

آبشار شوی یکی از بزرگ‌ترین و زیباترین آبشارهای ایران در رشته‌کوه‌های زاگرس و در منطقه سردشت از توابع دزفول قرار گرفته‌است، همچنین دریاچه شهیون به عنوان یکی از زیباترین دریاچه‌های کشور در شمال شهرستان دزفول و در منطقه‌ای کوهستانی با طبیعت زیبا قرار گرفته‌است.
عبور رود دز به عنوان یکی از زلال‌ترین و پرآب‌ترین رودهای کشور از میان شهرستان دزفول باعث شده که در ساحل این رود، پارک‌ها و تفریحگاه‌های ساحلی متعددی ساخته شود که ازجمله محبوب‌ترین آن‌ها تفریحگاه ساحلی دز (علی کله) است که بخصوص در فصول بهار و تابستان گردشگران زیادی را از سطح شهرستان و شهرستان‌های مجاور به خود جذب می‌کند.
یکی دیگر از جاذبه‌های طبیعی شهرستان دزفول که در منطقه سردشت و شمال دزفول واقع شده، سالن کوه است که علاوه بر وجود جاذبه‌های کم‌نظیر طبیعی نظیر سیاه چاله، دشت لاله‌های واژگون و غارها و چشمه‌ها مکانی مناسب برای علاقه‌مندان به ورزش کوهنوردی است.
از دیگر جاذبه‌های طبیعی شهرستان دزفول، پارک ملی دز است. این پارک، یکی از پارک‌های ملی ایران به حساب می‌آید که در شمال استان خوزستان و در محدوده شهر میانرود از توابع شهرستان دزفول واقع است. وجود حیات وحش غنی در کنار چشم‌اندازهای زیبا نظیر رودخانه، تالاب، این منطقه را به یکی از چشم‌اندازهای مهم استان خوزستان به ویژه از لحاظ پرنده نگری تبدیل کرده‌است. این جنگل‌ها یکی از زیستگاه‌های مهم گونه نادر گوزن زرد ایرانی است.

### جاذبه‌های تاریخی
سد و نیروگاه دز یک سد بتُنی برق‌آبی است که در ۲۵ کیلومتری شمال شرقی دزفول وبر روی ارتفاعات سلسله کوه‌های زاگرس احداث شده‌است با احداث این سد دریاچه‌ای به طول ۵۶ کیلومتر و با ظرفیت ۳/۳ میلیارد متر مکعب به وجود آمده‌است این سد که از نوع بتنی دو قومی است و دارای ۲۰۳ متر ارتفاع و طول تاج آن ۲۱۲ متر می‌باشد. نیرو گاه دز با داشتن ۸ واحد هر کدام به قدرت ۶۵ مگاوات نفش مهمی را در تولید برق و تنظیم فرکانس شبکه سراسری ایفاد می‌کند. نیروگاه این سد دارای قدرت نصب ۵۲۰ مگاوات است. احداث سد عظیم دز، در سال ۱۳۳۸ خورشیدی در دوران سلطنت محمدرضا پهلوی توسط ایتالیایی‌ها در کوه‌های زاگرس آغاز و در سال ۱۳۴۱ خورشیدی پایان یافت. 

پل باستانی دزفول در۱۲۰ سال پیش

بازار کهنه (دزفول) در سال ۱۳۵۷

نامی‌ترین سازه تاریخی دزفول «پل قدیم» دزفول است که شاپور نخست ساسانی به کمک زندانیان رومی آن را بر روی رود دز ساخت است از این رو پل رومی نیز خوانده می‌شود. این پل پیشینه‌ای نزدیک به ۱۷۰۰ سال دارد.
همچنین کشف آثاری همچون تپه‌های چغامیش سبب شده که دزفول را شهری از سپیده دم تاریخ بنامند.
آسیاب‌های آبی دزفول، مسجد جامع دزفول، بازار قدیم دزفول، آرامگاه «یعقوب لیث صفاری شهریار ایرانی»، تپه‌های چغامیش، شهر باستانی جندی شاپور و دانشگاه جندی شاپور اولین دانشگاه جهان ساخته شده در زمان ساسانیان، شهر باستانی ایوان کرخه، مجموعه تاریخی شاه رکن‌الدین، خانه تیزنو و خانه سوزنگر و خانه قلمبر از بخش‌های دیدنی و تاریخی این شهرستان به‌شمار می‌آیند.

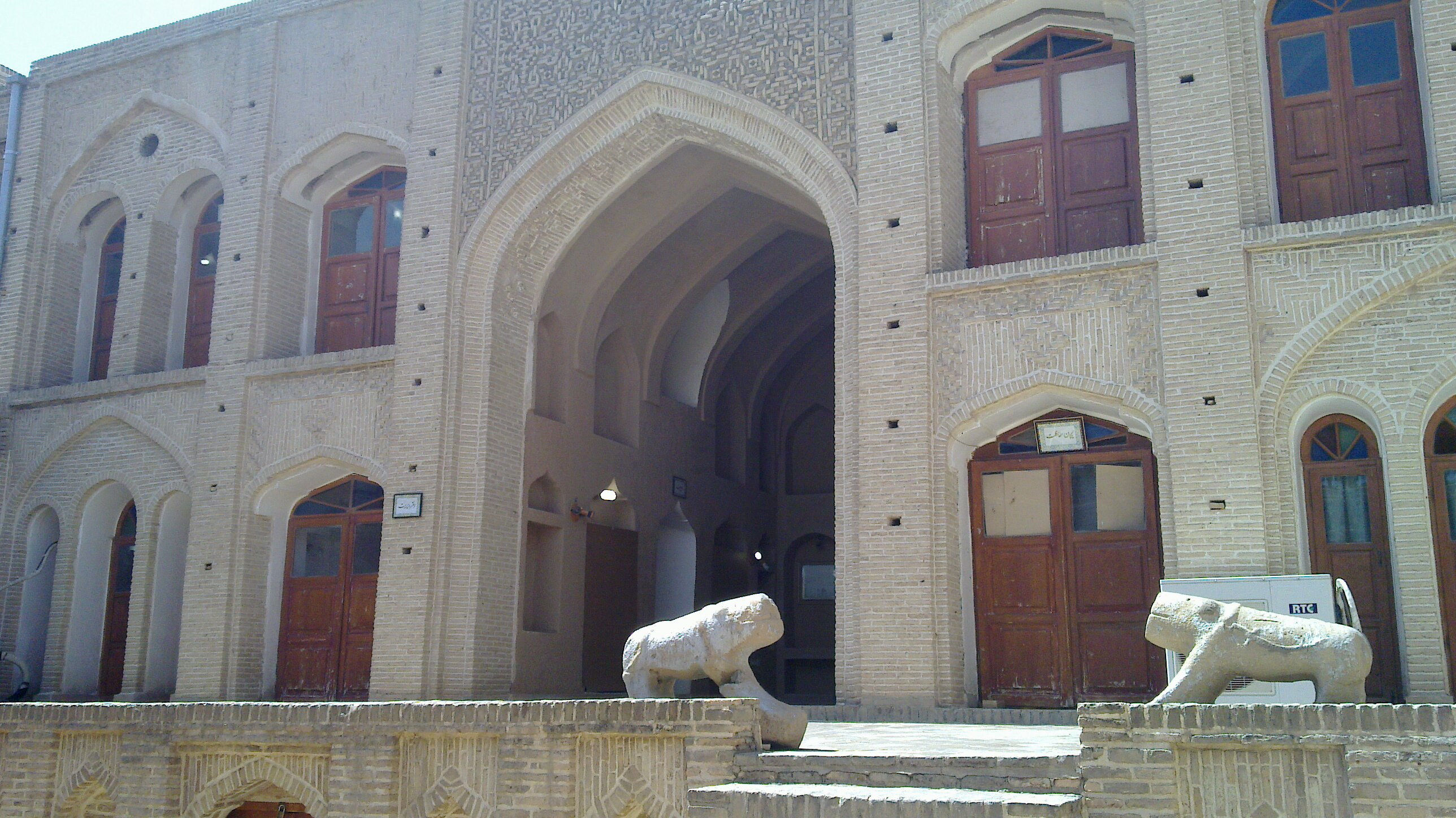
خانه تیزنو

### موزه آجری ایران
بافت تاریخی دزفول شامل خانه‌ها، مساجد، ساباط‌ها، حمام‌ها و گذرگاه‌های قدیمی است که از نظر معماری یکی از ارزشمندترین بافت‌های تاریخی کشور است و تاکنون بیش از یکصد اثر ملی از آن به ثبت رسیده‌است. بافت آجری با معماری اصیل ایرانی و تزئینات زیبا، دزفول را به «موزه آجری ایران» معروف کرده‌است. در دزفول تا چشم کار می‌کند، آجرچینی به سبک «خوون» به چشم می‌خورد که پس از دزفول بیشترین نمونه برای استفاده آجر را می‌توان در شوشتر دید.
این نوع آجرکاری در دوره صفویه پیشرفت و توسعه فراوانی پیدا کرد و تا اواخر سلسله قاجاریه و پهلوی اول ادامه داشت. اما سال‌های ۱۳۳۰ هجری شمسی تا ۱۳۴۰ را دهه پایان دهی و کنار گذاشتن این هنر با ارزش و جایگزینی آجر مستطیل شکل غربی و مصالح دیگر دانست.
پیش از آن برج‌ها و زیگوراتها و کاخ‌های دزفول و حتی زیگورات ایلامی چغازنبیل که قدیمی‌ترین بنای شناخته شده در ایران به‌شمار می‌رود، با خشتهایی بزرگ و ضخیم ساخته می‌شدند. در دوره هخامنشیان از آجر لعابدار در دیوارهای کاخ آپادانا و قصر شوش استفاده شده که آن‌ها نیز دارای ابعاد بزرگی هستند.
اما قدیمی‌ترین ابعاد و اندازه آجر در شهر دزفول متعلق است به آجرهای پل باستانی ساسانی که ساخت آن را به شاپور اول نسبت می‌دهند. این پل در قسمت پایین بر روی پایه‌های سنگی باربر و در قسمت فوقانی با آجر مربع شکل دوره ساسانی بنا شده‌است. بافت قدیم دزفول با وسعت بیش از۲۰۰ هکتار دارای ۲۸ محله و شبکه‌ای از معابر بطولی فراتر از۶۲ کیلومتر درکناره رود دز قرارگرفته‌است. این بافت دارای ۱۲ هزار واحد مسکونی به غیر از فضاهای مسکونی و تجاری می‌باشد.
در دزفول، بناها بین شش تا هفت متر ارتفاع دارند و در آن‌ها تزئینات متنوع و زیبای آجری به چشم می‌خورد. پوشش ساختمان‌ها عموماً طاق و قوسی و از نوع پنج و هفت و نیم دایره است و قدمت عمومی بناها به دوره‌های قاجار و پهلوی نسبت داده می‌شود. البته آثاری از دوره صفوی نیز در این بافت کهن وجود دارد و تک آثاری بسیار نفیس همچون پل قدیم و آسیاب‌ها به دوره ساسانیان مرتبط است. هم‌اکنون در محدوده ۲۴۰ هکتاری بافت تاریخی دزفول، بیش از ۱۱۳ اثر ثبت شده ملی شامل مساجد، حمام‌ها، خانه‌ها و گذرهای تاریخی وجود دارند

### اماکن مذهبی
- بقعه حزقیل نبی: این بقعه در خیابان سی‌متری شریعتی، کوچه جنب مسجد سید نورالله، در شهرستان دزفول واقع شده‌است. بقعه حزقیل نبی را مدفن یا قدمگاه حزقیل از پیامبران بنی اسرائیل می‌دانند که پدر دانیال نبی بوده‌است. در قرآن از او به نام ذوالکفل ذکری به میان آمده‌است. متأسفانه به‌دلیل بازسازی کامل اثری از قدمت در آن دیده نمی‌شود.[۷۵][۷۶]
- بقعه رودبند: سید علی صفوی معروف به سلطانعلی سیاهپوش یا پیر رودبند یا روبند امامزاده‌ای در محله رودبند در شمال غربی شهر دزفول و در ارتفاعی مشرف به رودخانه، بقعه پیر رودبند مدفون است. گنبد این بنا مضرس ودارای ۲۰ سط است که این سبک معماری متعلق به خوزستان و بوشهر می‌باشد. این بنا به شماره ۲۵۴۹ در ردیف آثار ملی ایران به ثبت رسیده‌است. رودبند نوه شیخ صفی الدین اردبیلی و پدربزرگِ پدربزرگ شاه اسماعیل صفوی بود که به دزفول آمده و با انجام کراماتی مردم را به آیین تشیع دعوت کرد.[۷۷]
- بقعه مقوم (مقام): بیرون شهر دزفول در کنار جاده‌ای که از شهر دزفول به بقعه محمد بن جعفر می‌رود و تقریباً در جنوب غربی شهر، به فاصله یکصد قدم از جاده کوتیون و صفی‌آباد در سمت راست آن بقعه‌ای با گنبد کوچک گچ‌کاری جلب توجه می‌کند. در کتاب تذکرةالاخبار و مجمع‌الابرار از این اثر ذکری شده و آن را به نام بقعه مقام علی یادکرده‌است. سبک بنا، آجر کاری و پی‌های قطور آن، بنا را اثری متأثر از معماری سلجوقی و اوایل دوران صفویه می‌نمایاند. این بنا در سال ۱۱۸۰ هجری قمری تعمیر و ترمیم شده‌است.[۷۸]
- آرامگاه سوار غیب: در جاده دزفول - صفی‌آباد در کنار کانال سوم جاده‌ای از سمت چپ جدا می‌شود که در سمت راست این جاده فرعی به فاصله پانصد متر از جاده اصلی بقعه امامزاده سوار غیب با گنبد شلجمی سفید رنگ ساده پیداست. در طرف جنوب بقعه نهری با آب کم وجود دارد. در اطراف بقعه قبرستانی است که سنگ قبر قدیمی در آن دیده نمی‌شود؛ ولی نوعی آجرچینی برای پوشش قبر، بخصوص آثار قبرهای پله‌کانی از نوع قبور اوائل اسلام دیده می‌شود.[۷۹]
- بقعه پیر اسحاق در فاصله حدود دو کیلومتر بعد از شهر امام در جاده دزفول - میانرود، قل عبدشا (شهرک انقلاب) قرار گرفته‌است و قبل از رسیدن به روستای قلعه عبدشاه، بقعه پیر اساق در سمت راست جاده درمیان قبرستانی واقع است.[۸۰] چندین مقبره در صحن جلو و عقبی حیاط بقعه به صورت چهار طاق‌های کوچک با طاق قوسی و ضربی از آجر وجود دارد. بر روی در ورودی بقعه نوشته شده‌است: «اسحاق و اسماعیل». در درون بقعه دو قبر وجود دارد که ظاهراً یکی از آن‌ها قبر اسحاق و دیگری قبر اسماعیل است و نزد مردم محل شهرت دارند.
- بقعه جابربن عبدالله انصاری: این بقعه در جاده شوش، نزدیک پل حمید آباد و در میان درختان سرسبز و با صفا قرار گرفته‌است. این بقعه، مدفن نوه ارشد جابربن عبدالله انصاری صحابی بزرگ پیامبر، می‌باشد و به نام جدّ خویش نامیده شده‌است. وی جد خاندان انصاری دزفولی است و به جابر صغیر معروف است. گرچه بقعه جابربن عبدالله انصاری قدیمی است؛ ولی اخیراً تعمیراتی در آن انجام گرفته‌است.[۸۱]
- بقعه گزیده خاتون: بقعه سیده گزیده خاتون دختر مکرمه مخدره معظمه سلطان سید علی سیاهپوش می‌باشد که در نزدیکی بقعه پدرش قرار گرفته‌است و دارای یک ایوان است که تعمیر گردیده‌است.[۸۲]
- بقعه پیر اکبر: این بقعه نزدیک رودخانه دزفول در زیر پل جدید کناره جاده ساحلی در نزدیکی مسجد پشت قاپی (آیت‌الله طالقانی) محله قلعه قرار دارد و به اکبر زرین کلاه مشهور است. این بقعه درحال حاضر درحال بازسازی است.[۸۳]

## ساختار شهری

پارک رعنا

### شهرداری
شهرداری دزفول یکی از کهن‌ترین شهرداری‌های کشور و نخستین شهرداری استان خوزستان و پنجمین شهرداری کشور به‌شمار می‌رود که در سال ۱۲۹۹ خورشیدی بنیان نهاده شده‌است. شهرداری دزفول دارای هشت سازمان و ۳ منطقه می‌باشد. همچنین راه‌اندازی منطقه ۴ در دست ساخت می‌باشد.

### فضای سبز
دزفول سبزترین شهر استان خوزستان با سرانه فضای سبز ۱۵٫۲ متر مربع به‌شمار می‌رود که از این دید در میان دیگر استان‌ها از جایگاه بالایی برخوردار است.

فرودگاه دزفول

### ترابری

#### فرودگاه
دزفول دارای یک فرودگاه است که به عنوان تنها فرودگاه شمال خوزستان تأسیس شده و پروازهای روزانه آن به تهران و مشهد برقرار می‌باشد. هم چنین در مجاورت این فرودگاه، پایگاه چهارم شکاری دزفول قرار گرفته‌است.

#### پایانه مسافربری

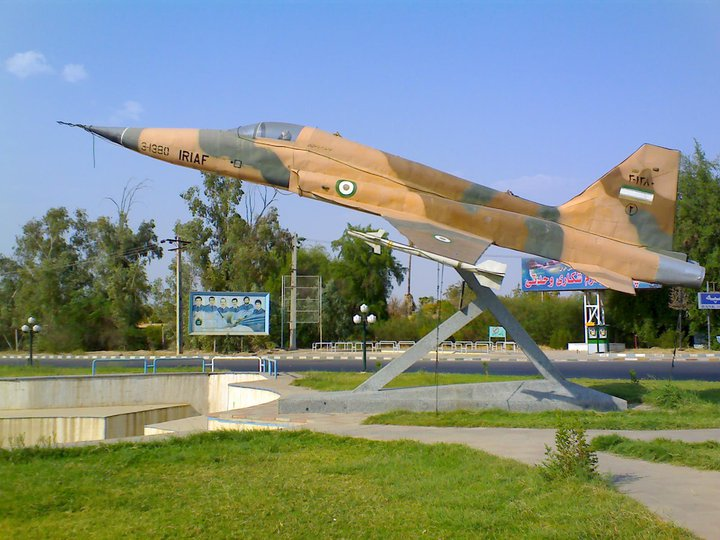
پایگاه چهارم شکاری دزفول

دزفول دارای یک پایانه بزرگ مسافربری در خاور شهر ویک پایانه محلی در جنوب شهر است.

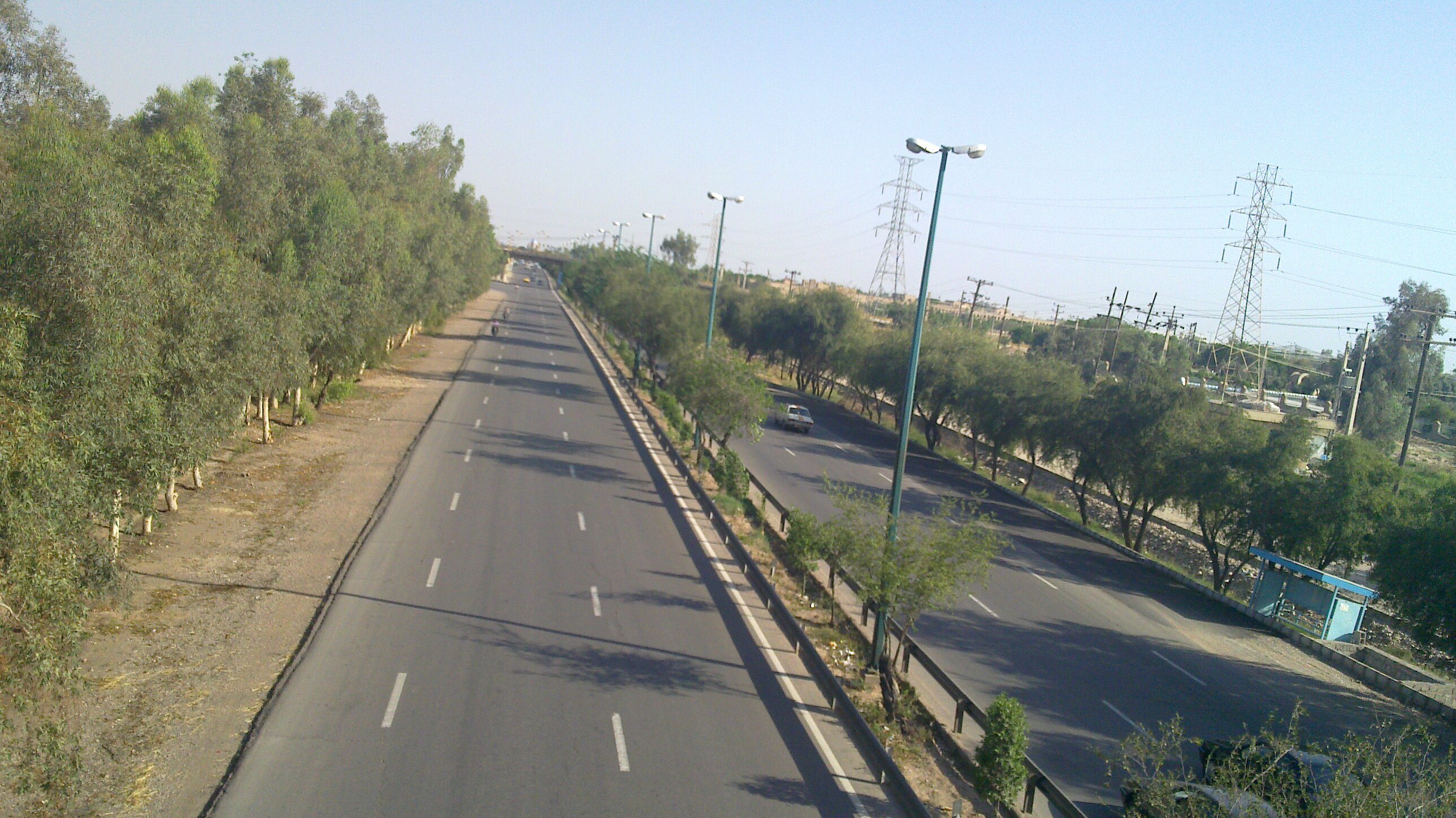
بزرگراه دزفول - اندیمشک

#### پایانه میوه و تره‌بار
دزفول ۲ میدان میوه و تره‌بار بزرگ (به نام‌های قدیم و جدید) دارد که بخش عظیمی از مرکبات و سیفی‌جات خوزستان از آنجا به بیشتر نقاط کشور حمل می‌شوند. علاوه به آن در اطراف میدان میوه و تره بار ده‌ها پایانه ترابری وجود دارد که این مجموعه دزفول را به قطب میوه و تره‌بار و ترابری خوزستان و غرب کشور تبدیل کرده‌است.

#### راه‌های زمینی
- بزرگراه دزفول – اندیمشک به درازای ۵ کیلومتر
- بزرگراه دزفول – شوش به درازای ۲۵ کیلومتر
- راه آسفالته دزفول – شهیون به درازای ۵۵ کیلومتر
- راه آسفالته دزفول – شوشتر به درازای ۶۷ کیلومتر
- راه آسفالته دزفول – لالی به درازای ۸۵ کیلومتر

#### تاکسیرانی
سازمان تاکسیرانی دزفول در سال ۱۳۷۶ راه‌اندازی شد و هم‌اکنون ۱۲۰۰ دستگاه تاکسی شهری گردشی و خطی، ۱۰۰ دستگاه خودروی مسافربر و همچنین شمار ۲۹۰ دستگاه وانت بار درون‌شهری را تحت پوشش دارد.

#### اتوبوسرانی
سازمان اتوبوسرانی دزفول در سال ۱۳۶۹ راه‌اندازی شده‌است. هم‌اکنون بیش از ۱۵۰ دستگاه اتوبوس در ناوگان ترابری درون‌شهری دزفول فعالیت می‌کنند.

### مراکز درمانی
- بیمارستان گنجویان دزفول
- بیمارستان آیت‌الله نبوی دزفول
- بیمارستان ۵۸۰ ارتش دزفول
- بیمارستان یا زهرا
- بیمارستان افشار
- بیمارستان پایگاه چهارم شکاری دزفول
- بیمارستان تأمین اجتماعی (در حال ساخت)
- بیمارستان خیریه امام حسن مجتبی (ع)

### مراکز تفریحی

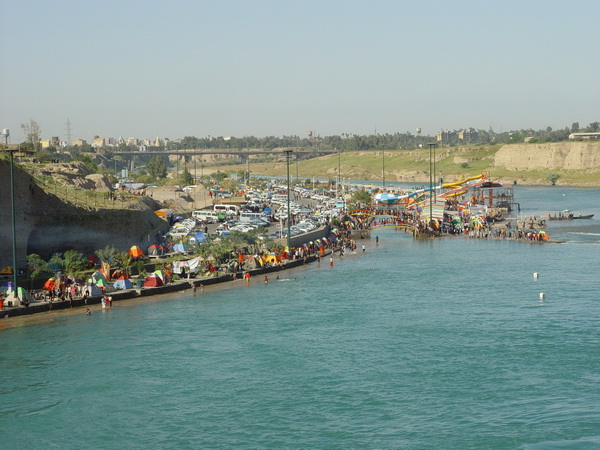
تفریحگاه ساحلی دز (علی کله)

- تفریحگاه ساحلی دز (علی کله)
- شهربازی بعثت
- باغ پرندگان
- پارک دولت
- پارک خانواده
- پارک ملت
- پارک ولیعصر
- پارک دانشجو
- پارک آزادگان
- پارک جنگلی میلاد
- پارک جنگلی لاله
- مرکز تفریحی سوم شعبان
- پارک ساحلی رعنا
- پارک ساحلی دووه
- پارک جنگلی شهرداری
- پارک ساحلی علی کله
- پارک بانوان
- پارک رسالت

### ورزشگاه‌ها
- ورزشگاه شهید مجدیان (استادیوم)
- ورزشگاه شهید رجایی (کلوپ)
- ورزشگاه شهید ناحی

## مراکز آموزش عالی
- دانشگاه علوم پزشکی دزفول
- دانشگاه صنعتی جندی شاپور (دزفول)
- دانشگاه آزاد اسلامی دزفول
- مرکز آموزش عالی شیخ مرتضی انصاری (دانشگاه فرهنگیان)
- دانشکده اصول الدین دزفول
- مرکز آموزش عالی فنی و مهندسی دزفول
- دانشکده اورژانس دزفول
- دانشگاه جامع علمی - کاربردی (مرکزآموزش علمی-کاربردی)
- دانشگاه پیام نور دزفول
- مرکز آموزش عالی خدیجه کبری (دانشگاه فرهنگیان)

## شهرهای خواهرخوانده
دزفول با دو شهر جهان خواهرخوانده است:
| زمان | کشور  | شهر خواهرخوانده |
| ---- | ----- | --------------- |
| ۲۰۱۲ | لبنان | صور             |
| ۲۰۲۲ | یمن   | صعده            |